# Губахинское городское поселение
Губахинское городско́е поселе́ние — упразднённое муниципальное образование в Губахинском муниципальном районе Пермского края России.
Административный центр — город Губаха.

## История
Образовано в 2004 году. Упразднено в 2012 году путём преобразования в городской округ «город Губаха» (Губахинский городской округ).

## Население
| 2010   | 2012    |
| ------ | ------- |
| 28 588 | ↘27 828 |

## Населённые пункты
В состав городского поселения входили 2 населённых пункта, в том числе 1 город и 1 сельский населённый пункт:
| № | Населённый пункт | Тип населённого пункта | Население      |
| - | ---------------- | ---------------------- | -------------- |
| 1 | Губаха           | город                  | ↘22 915 (2023) |
| 2 | Нагорнский       | посёлок                | ↘477 (2010)    |